# Station Baardegem
Station Baardegem is een voormalig spoorwegstation gelegen in Baardegem, een deelgemeente van de stad Aalst.
Het station was gelegen op Spoorlijn 61, die de voormalige spoorwegdriehoek aan spoorlijn 25 tussen Mortsel-Oude-God en Kontich-Kazerne verbond met Aalst. De lijn was 49,3 km lang en kwam daar klaar in 1879.
In het station zelf werd in 1909 een telegraafkantoor ingericht. De spoorweglijn bleef op dit gedeelte in dienst tot 1976. Na de sluiting werd het station omgebouwd tot Café 't Stationneke. Tussen Aalst en Londerzeel is - officieel sinds 1994 - de vroegere spoorlijn een fiets- en wandelpad, genaamd Leirekensroute.
Het station is niet beschermd als monument, maar staat sinds 2009 wel op de Inventaris van het Bouwkundig Erfgoed.